# Satellite Football Club
Satellite Football Club é um clube de futebol guineense fundado em 2000, a equipe joga na Guinée Ligue 1. Seus jogos em casa são disputados no Estádio 28 Septembre, de 35.000 lugares, em Conakry.

## Títulos
| Camarões | Campeonato Guineano de Futebol | 2 | 2002, 2005. |
| Guiné    | Copa de Guine                  | 2 | 2006, 2008. |